# سكيرانية
السكيرانية (الاسم العلمي: Saccharomycetes) هي طائفة من الفطريات تتبع شعيبة السكيرينية من شعبة الفطريات الزقية

## رتب
- سكيريات